# Jimi Salonen
Jimi Salonen (Muurame, 3 ottobre 1994) è uno sciatore freestyle finlandese, specialista nelle gobbe.

## Biografia
In Coppa del Mondo ha esordito il 10 dicembre 2011 a Ruka (47ª).
Nel 2014 ha partecipato alle olimpiadi di Sochi classificandosi diciottesimo nella gara di gobbe.
Nel 2018 ha preso parte ai XXIII Giochi olimpici invernali a Pyeongchang venendo eliminato nel primo turno della finale e classificandosi sedicesimo nella gara di gobbe.

## Palmarès

### Coppa del Mondo
- Miglior piazzamento in classifica generale: 5ª nel 2016.
- 1 podio:
  - 1 secondo posto;